# Протидесантна оборона

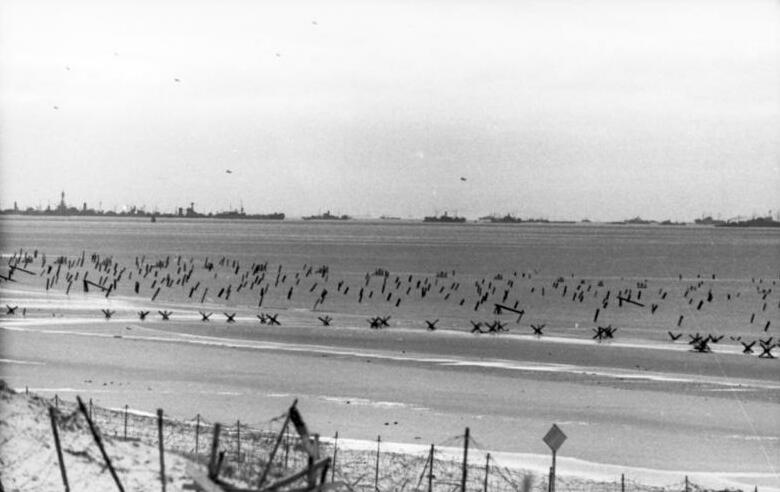
Німецькі протидесантні споруди на північному узбережжі Франції

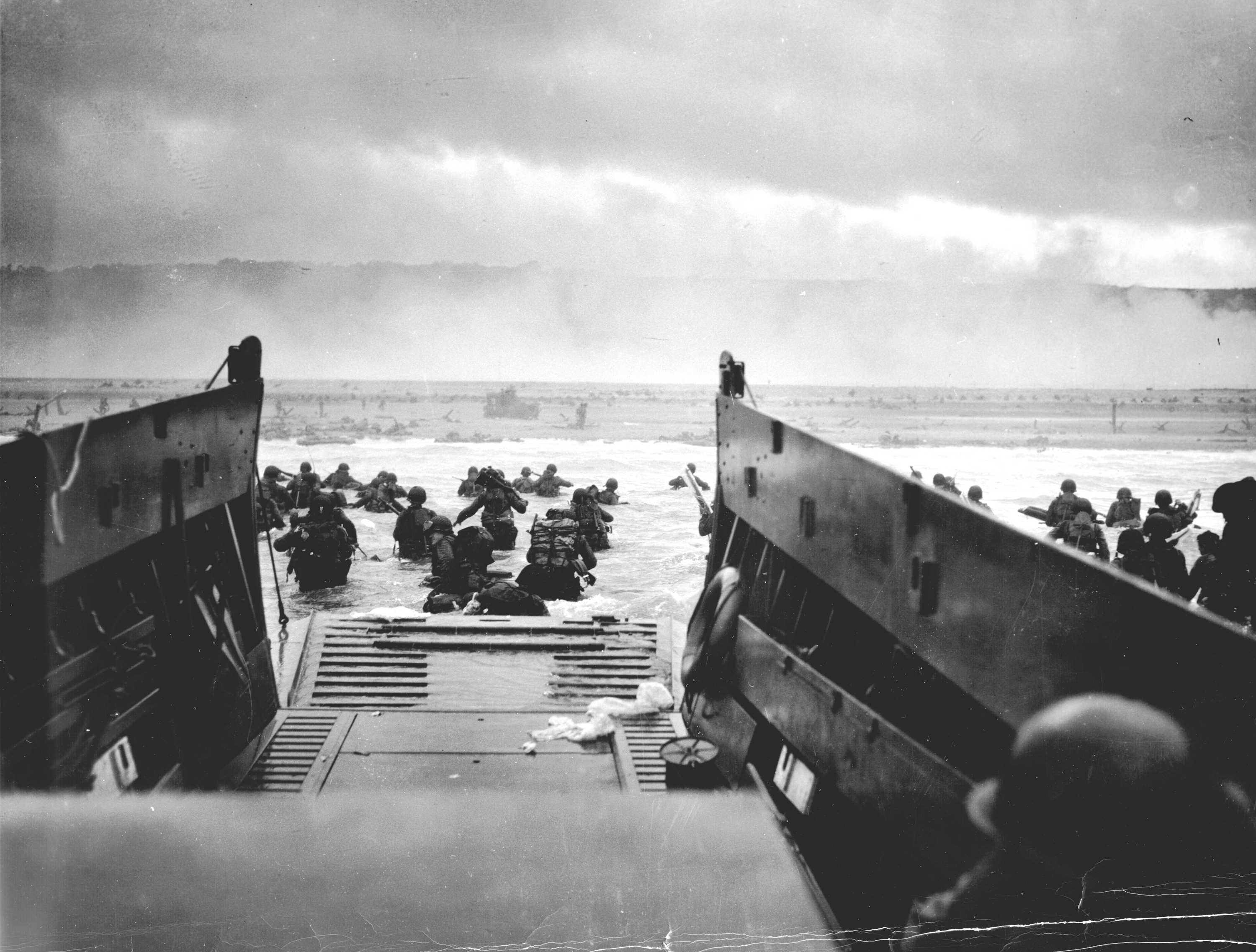
Висадка морського десанту. 1-ша піхотна дивізія армії США. Омаха-Біч. Нормандська десантна операція. 6 червня 1944

Протидеса́нтна оборо́на узбережжя — комплекс заходів, спрямованих на оборону прибережної смуги сухопутними військами у взаємодії з військово-морськими силами і авіацією з метою заборонити висадку морських і повітряних десантів противника. Ведеться зазвичай частиною сил об'єднання (оперативно-тактичного з'єднання) при проведенні наступальної або оборонної операції на приморському напрямку.

## Зміст протидесантної оборони
Протидесантна оборона полягає: в створенні оборонного угрупування військ (сил); в організації системи вогню сухопутних військ і берегових ракетно-артилерійських військ, інженерному обладнанні місцевості, в організації управління; у проведенні заходів щодо всебічного забезпечення бойових дій всіма силами і засобами, що залучаються для оборони.
Протидесантна оборона організовується командувачем (командиром) об'єднання (з'єднання) сухопутних військ за участю командування військово-морськими силами. В основу її організації ставляться загальні вимоги, що пред'являються до оборони. Протидесантна оборона повинна протистояти ударам зброї масового ураження, бути глибокою, активною і наполегливою, здатною знищити десанти противника при їх висадці і на узбережжі.
Угрупування військ (сил) у протидесантній обороні створюється з врахуванням найвірогідніших напрямків висадки і дій десантів противника. Основні сили зазвичай розташовуються в глибині оборони з таким розрахунком, щоб забезпечувався швидкий маневр ними на потрібні напрямки.
Бойовий порядок включає: перший ешелон, другий ешелон або загальновійськовий резерв, угрупування ракетних військ і артилерії, засоби ППО, резерви різного призначення.
Бойові завдання з'єднанням (частинам) різних видів збройних сил ставляться з врахуванням бойових можливостей, очікуваного складу десантів противника і умов, в яких передбачається вести боротьбу з ними. На сухопутні війська покладається боротьба з авіацією противника, знищення його десантів при висадці і утримання займаних ділянок узбережжя і островів. Сили флоту притягуються для ведення розвідки десантних сил противника, знищення його сил флоту на базах і в морі, завдання ударів по морських десантах на переході морем і в районі висадки, для постановки мінних загороджень на підходах до доступних ділянок узбережжя і сприяння сухопутним військам у знищенні десантів, що висадилися на узбережжі, а також для блокади ділянок узбережжя, захоплених противником, і недопущення евакуації його військ.
Основні зусилля протидесантної оборони зосереджуються на напрямах (ділянках) узбережжя, найдоступніших для висадки десантів противника, на утриманні найважливіших районів, командних висот, вузлів доріг і інших об'єктів, що забезпечують роздроблювання десанту, що висадився, і знищення його по частинах.

## Зовнішні джерела
- ПРОТИВОДЕСАНТНАЯ ОБОРОНА
- Противодесантная операция [Архівовано 28 грудня 2009 у Wayback Machine.]